# Волков, Сергей Фёдорович
Сергей Фёдорович Волков (1941—2013) — наладчик оборудования, полный кавалер ордена Трудовой Славы (1991).

## Биография
Сергей Волков родился 21 октября 1941 года в селе Черниченки Ляховского района Нижегородской области. 
С 1949 года жил в посёлке Расторгуево (ныне — город Видное Московской области). 
С 1965 года работал на Московском автомобильном заводе имени Лихачёва, был газоэлектросварщиком, штамповщиком, слесарем-инструментальщиком, наладчиком оборудования.
Указами Президиума Верховного Совета СССР в 1975 году Волков был награждён орденом Трудовой Славы 3-й степени, в 1985 году — 2-й степени, Указом Президента СССР в 1991 году — 1-й степени.
С 1991 года — на пенсии, но до 1998 года продолжал работать сначала слесарем на ЗИЛе, затем монтажником сантехнических систем и оборудования. 
Скончался 19 февраля 2013 года.
Был также награждён рядом медалей.